# Transportes Aéreos Bolivianos
Transportes Aéreos Bolivianos (abreviado TAB, también conocido como TAB Airlines, TAB Aerocarga o TAB Cargo) es una aerolínea que opera vuelos de carga civil entre Bolivia, Estados Unidos, Perú y Venezuela

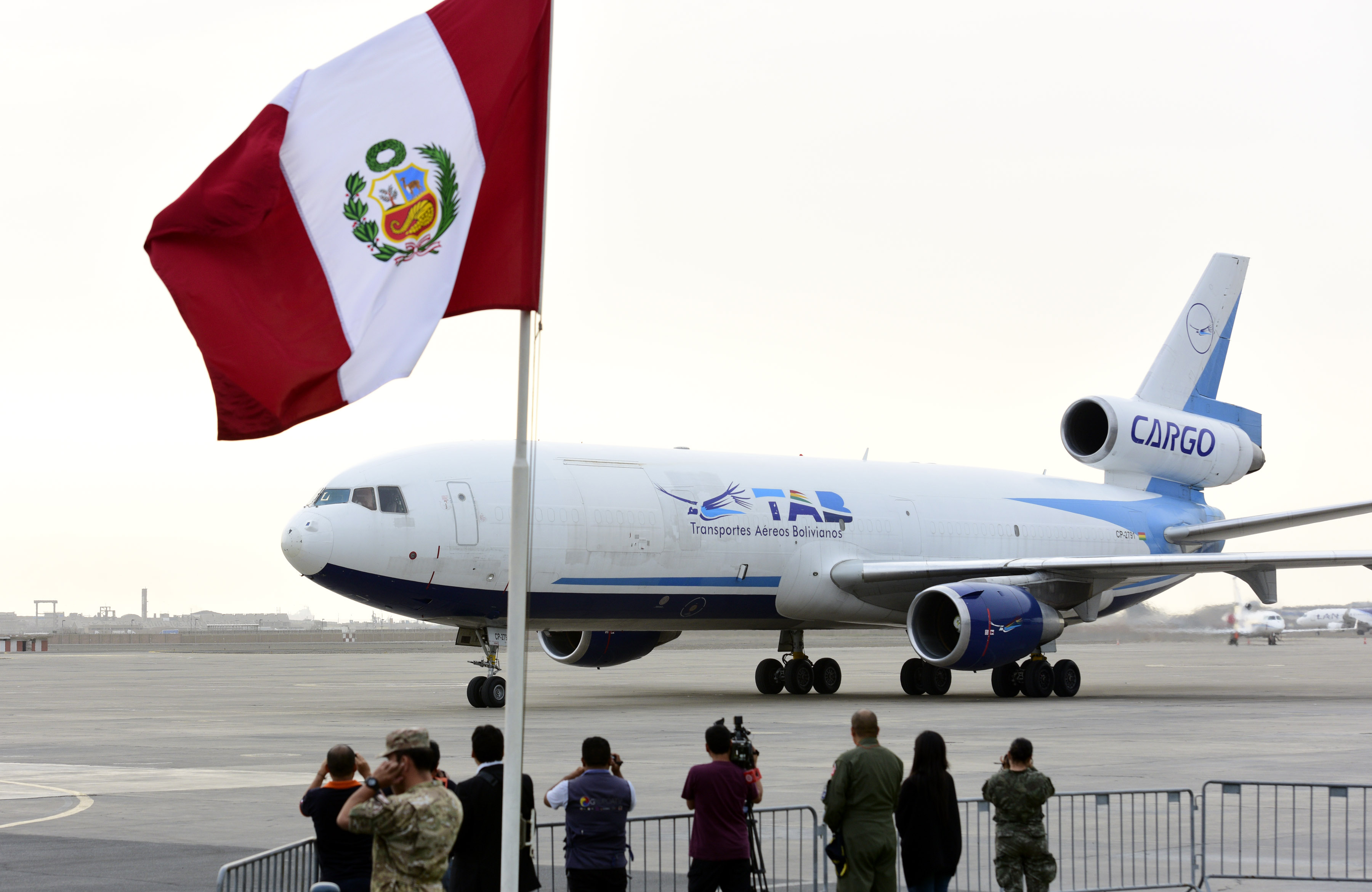
Un McDonnell Douglas MD-10 de Transportes Aéreos Bolivianos en el Aeropuerto Internacional Jorge Chávez

## Historia
TAB se creó en 1977 como una subdivisión de la Dirección de Transporte Aéreo de la Fuerza Aérea Boliviana (Fuerza Aérea Boliviana, abreviada FAB) en 1977, originalmente operando vuelos de carga pesada de media a larga distancia bajo demanda utilizando una flota de aviones de transporte Lockheed C-130 Hercules, con base en el Aeropuerto Internacional El Alto en La Paz. En 1992.
En 1999, la aerolínea fue reactivada como una compañía civil con sede en La Paz, y luego operaba un solo C-130 militar y un L-382, la variante civil de la anterior. En 1999, TAB movió 84.649 kilogramos de carga, que aumentó a más de 2 millones de kilogramos en 2000 y a 4.176.429 kilogramos en 2006.

## Destinos
A partir del 2019, TAB opera vuelos regulares a los siguientes destinos:
| Países         | Destinos   | Aeropuertos                                         |
| -------------- | ---------- | --------------------------------------------------- |
| Bolivia        | Cochabamba | Aeropuerto Internacional Jorge Wilstermann          |
| Bolivia        | La Paz     | Aeropuerto Internacional El Alto                    |
| Bolivia        | Santa Cruz | Aeropuerto Internacional Viru Viru                  |
| Estados Unidos | Miami      | Aeropuerto Internacional de Miami                   |
| Perú           | Lima       | Aeropuerto Internacional Jorge Chávez               |
| Venezuela      | Caracas    | Aeropuerto Internacional de Maiquetía Simón Bolívar |

Además, TAB sirve una amplia gama de rutas chárter.

## Flota
La flota de TAB Cargo consta de los siguientes aviones:
| Aeronaves                | En servicio | Pedidos | Matrículas                                       | Antigüedad                                       |
| ------------------------ | ----------- | ------- | ------------------------------------------------ | ------------------------------------------------ |
| McDonnell Douglas MD-10F | 1           | —       | CP-2791                                          | 35,9 años                                        |
| Total                    | 1           | —       | Edad media de la flota (mayo de 2024): 35,9 años | Edad media de la flota (mayo de 2024): 35,9 años |

### Antigua flota[4]
| Aeronaves                | Total | Introducido | Retirado | Matrículas        |
| ------------------------ | ----- | ----------- | -------- | ----------------- |
| Curtiss C-46 Commando    | 2     | 1977        | 1983     | CP-916 y CP-1267  |
| Douglas DC-6             | 1     | 1977        | 1978     | CP-1338           |
| Douglas DC-8             | 1     | 1991        | 1999     | CP-2217           |
| Lockheed C-130 Hércules  | 1     | 1980        | 1989     | CP-1376           |
| Lockheed L-100 Hércules  | 1     | 1980        | 1991     | CP-1564           |
| McDonnell Douglas DC-10F | 2     | 2007        | 2016     | CP-2555 y CP-2489 |